# Тошко Влаховић
Тошко Влаховић (Ровца, 1890 — Власово, 2. новембар 1917) био је студент филозофије у Немачкој и комитски војвода, један од вођа Јаблничко-топличког устанка у Првом светском рату, командант Крајинског четничког одреда. Био је брат Милинка Влаховића и стриц Велимира Влаховића.

## Биографија
После матурирања на Цетињу 1911. године студирао је филозофију као стипендиста црногорске владе, прво у Русији 1911/1912, у Петрограду, а затим од 1912. до 1914. у Немачкој, у Јени. По избијању Првог светског рата ступио је као добровољац и до капитулације Црне Горе учествује као борац у I батаљону Колашинске бригаде. Након капитулације Црне Горе 1916. године, Тошко Влаховић и његов брат Милинко Влаховић, капетан црногорске војске су избегли заробљавање. У пролеће 1916. године у Црној Гори је генерал Радомир Вешовић организовао неуспешан устанак у који је био умешан и Милинко Влаховић. Пошто су уследила масовна хапшења у брда се одметнуо већи број људи. Двадесетак њих се састало у селу Жирцима код Колашина и одлучило да створе комитску чету. Са још неколико комита (према различитим изворима од 9-20), у септембру 1916. године кренули су у Србију, с намером да преко Румуније пређу на Солунски фронт. У групи су осим браће Влаховић били и Јован Радовић са братом Савом, затим Милан Дрљевић из Мораче, ђак поднаредник у 11. пуку Шумадијске дивизије са братом Ђуром, Никола Влаховић, Милинков и Тошков зет, браћа Лакић и Мирослав Лакићевић, Мирко Јовановић и неколицина других. Почетком октобра дошли су на територију Косанице (Радан планина), и тамо ступили у контакт са Костом Пећанцем, који је нешто раније био дошао са Солунског фронта, упућен од српске Врховне команде.
Дана 21. фебруара 1917. је на саветовању изабран за војводу, односно за команданта Крајинског одреда.
Браћа Влаховић и Јован Радовић са Костом Војиновићем и Костом Пећанцем приступили су организовању, а потом и вођењу Топличког устанка 1917. године.
Чак и у условима суровог четничког живота успео је да формира малу личну библиотеку из које је својим борцима позајмљивао књиге на читање. Водио је и дневник, који је заплењен, заједно са целокупном архивом, у мањем окршају са бугарским јединицама, у којем је и погинуо 2. новембра 1917. године. Новосадска издавачка кућа Прометеј је издала 2018. године дневник Тошка Влаховића - „Уточишта ни код кога – дневник из 1917”.
Сахрањен је на Куршумлијском гробљу.